# Moessondepressie
Een moessondepressie is een lagedrukgebied in een moessontrog. Het heeft gelijkenissen met een tropische depressie, maar is vooral te herkennen in het 850 hPa-vlak en ook groter. Bij dit weersysteem kan de buitenste gesloten isobaar een diameter van zo'n 1000 km kan hebben. Meestal worden hier cyclonische storingen aangeduid die zich vormen boven de Golf van Bengalen en noordwest over het Indisch Subcontinent trekken, maar ook depressies die zich vormen in moessontroggen bij Australië en het noordwesten van de Grote Oceaan. In de definitie van het India Meteorological Department is een moessondepressie een lagedrukgebied met een gesloten isobarensysteem waarbij windsnelheden tussen 17 en 33 knopen voorkomen en de luchtdrukgradiënt ligt tussen de 5 tot 13 hPa per 135 zeemijl. Depressies met windsnelheden boven 33 knopen worden cyclonische stormen genoemd.
Ze komen voor tijdens de ZW-moesson gedurende de zomermaanden. De moessonwinden in de bovenlucht zijn dan te sterk om een tropische storm of tropische cycloon tot ontwikkeling te laten komen. Moessondepressies bewegen zich maar langzaam voort en kunnen zichzelf in tegenstelling tot tropische stormen ook boven land dagen in stand houden. Doordat ze zo groot zijn, kunnen ze gepaard gaan met enorme hoeveelheden regen en daarmee overstromingen.
Bij moessondepressies buiten de Golf van Bengalen zijn de winden in de bovenlucht minder sterk, zodat deze zich wel kunnen ontwikkelen tot tropische stormen. Om deze reden worden deze lagedrukgebieden niet algemeen als moessondepressie aangeduid.